# Torolf
Torolf eller Thorolf (isländska: Þórólfur),  är en sidoform till det fornnordiska mansnamnet Thorulf som är sammansatt av fornnordiska gudanamnet Tor (Þórr),  och efterleden -ulf som betyder varg. 
Torolf har aldrig varit något vanligt förnamn i Sverige och har inte heller förekommit i den svenska almanackan. I Finland har den däremot varit vanligare bland den svenskspråkiga språkgruppen, finlandssvenskarna. I den finlandssvenska almanackan har namnet funnits sedan lång tid tillbaka. Från 1920-talets början fram till 1970-talets andra hälft var namnet som populärast. Även i de övriga nordiska länderna har förnamnet Torolf varit vanligare än i Sverige.
Namnsdag: 29 april i den norska almanackan. I den finlandssvenska namnsdagslängden har Torolf namnsdag 27 september sedan 1950. Före det hade Torolf namnsdag 21 september 1929–1949.
Den 4 januari 2014 fanns det totalt 66 män i Sverige som hade förnamnet Torolf/Thorolf och 4 personer som hade det som efternamn. På finländska Befolkningsregistercentralens webbplats anges endast hur många barn som årligen har fått ett visst namn. Mellan åren 1920 och 2013 har totalt 790 barn i Finland fått förnamnet Torolf/Thorolf. 

## Kända personer med förnamnet Torolf
- Torolf Elster, norsk journalist och författare.
- Thorolf Holmboe, norsk målare.
- Torolf Nilzén, svensk militär.
- Torolf Prytz, norsk arkitekt, politiker och guldsmed.